# Unrest
Unrest is een album uit 1974 van de Britse progressieve rockband Henry Cow. Het album is het tweede van de drie sok-albums van Henry Cow.

## Track
1. "Bittern Storm Over Ulm" - 2:44 (Fred Frith)
2. "Half Asleep, Half Awake" - 7:29 (John Greaves)
3. "Ruins" - 12:00 (Fred Frith)
4. "Solemn Music" - 1:09 (Fred Frith)
5. "Linguaphonic" - 5:58 (Henry Cow)
6. "Upon Entering The Hotel Adon" - 2:56 (Henry Cow)
7. "Arcades" - 1:50 (Henry Cow)
8. "Deluge" - 5:52 (Henry Cow)

Bij de heruitgave op CD door ESD zijn er twee bonustracks, die de originele mix voor het album van de nummers weergeven (missen weer op de heruitgave door RéR).
1. The Glove - 6:35 (Henry Cow)
2. Torchfire - 4:48 (Henry Cow)

## Bezetting
- Fred Frith: gitaar, viool, xylofoon, piano
- Tim Hodgkinson: orgel, piano, klarinet
- John Greaves: basgitaar, piano, zang
- Chris Cutler: drums, percussie
- Lindsay Cooper: fagot, hobo, blokfluit, zang